# Octavio José Calderón y Padilla
Octavio José Calderón y Padilla (León, 17 de agosto de 1904 – Matagalpa, 2 de marzo de 1972) fue un sacerdote y obispo nicaragüense que se desempeñó como 4° Obispo de Matagalpa, entre 1946 y 1970.

## Biografía
Fue ordenado sacerdote el 20 de febrero de 1927 en la ciudad de León. 
Fue nombrado obispo de Matagalpa el 13 de junio de 1946 por el Papa Pío XII y consagrado como tal el 26 de enero de 1947, por monseñor Alejandro González y Robleto, Arzobispo de Managua y, como co-consagradores, Isidro Augusto Oviedo y Reyes, Obispo de León y Carlos de la Trinidad Borge y Castrillo, Obispo de Granada.
Al asumir el obispado encontró una diócesis desolada donde la ausencia de sacerdotes era crítica, tomado en cuenta el tamaño de la diócesis ya que abarcaba los departamentos de Matagalpa y Jinotega. 
Fue el impulsor de diversas obras sociales dentro de la diócesis como escuelas, dispensarios, casas comunales, templos parroquiales, campos deportivos, etc. También hizo posible la llegada de las Misioneras de la Caridad, que su propietaria y fundadora, Lucila Arauz Cantanero dejó en herencia a la diócesis.
Protegió a los perseguidos y torturados por la dictadura somocista, defendió a los humildes y fustigo a los corruptos. Se mostró a favor de los prisioneros políticos que estaban las cárceles del país, tras la muerte del dictador Anastasio Somoza García en 1956. Defendió a los estudiantes universitarios después de la masacre del 23 de julio de 1959. Fue mediador durante la toma de los cuarteles de Jinotepe y Diriamba, hecha el 11 de noviembre de 1960 por el Movimiento 11 de noviembre, evitando el derramamiento de sangre.
Por sus actividades fue víctima de la persecución política y la inquina clerical y fue obligado a renunciar a su cargo el 22 de junio de 1970, quedando como obispo titular de Cluentum y obispo emérito de la diócesis de Matagalpa.

## Muerte
Falleció el 2 de marzo de 1972. La misa de cuerpo presente fue celebrada en la catedral por monseñor Miguel Obando y Bravo, Arzobispo de Managua, quien además fue su obispo auxiliar en la diócesis de Matagalpa, en 1968-1970, y concelebrada por los otros obispos de la Conferencia Episcopal de Nicaragua (CEN).